# Brescia Calcio
Brescia Calcio – włoski klub piłkarski z miasta Brescia został założony w 1911.

## Historia
Klub pierwotnie nazywał się Brescia Football Club. W 1912 Brescia po raz pierwszy awansowała do Serie A, w której w następnych 7 sezonach grała 6 razy. Klub grał na przemian w Serie A lub w Serie B aż do 1982, kiedy to spadł do Serie C (odpowiednik polskiej II ligi). Brescia powróciła do Serie B w 1985. W sezonie 2000/2001, po podpisaniu kontraktu z Roberto Baggio, Brescia nieoczekiwanie zajęła 7. miejsce w Serie A. Było to najwyższe miejsce zajęte przez drużynę podczas jej występów w Serie A. Dzięki temu osiągnięciu Brescia zakwalifikowała się do rozgrywek Pucharu Intertoto, w których dotarła do finału (w finale przegrała z Paris Saint-Germain). Roberto Baggio grał w klubie przez 4 lata, aż do zakończenia kariery w 2004. Podczas jego obecności w klubie, Brescia zanotowała najdłuższy okres nieprzerwanych występów w Serie A – 5 kolejnych sezonów od 2000 do 2005 roku. Po zajęciu 19. miejsca w sezonie 2004/2005 Brescia spadła do Serie B, gdzie występowała do sezonu 2009/2010. W sezonach 2010/2011 oraz 2019/2020 Brescia występowała w Serie A. Oba sezony zakończyły się spadkiem.
- 1999/00 – Serie B 3. miejsce, awans do Serie A
- 2000/01 – Serie A 8. miejsce
- 2001/02 – Serie A 14. miejsce, finalista Pucharu Intertoto
- 2002/03 – Serie A 10. miejsce
- 2003/04 – Serie A 11. miejsce
- 2004/05 – Serie A 19. miejsce, spadek do Serie B
- 2008/09 – Serie B 4. miejsce, przegrane baraże o awans (awans Livorno)
- 2009/10 – Serie B 3. miejsce, awans do Serie A pokonując w finale baraży o awans Torino
- 2010/11 – Serie A 19. miejsce, spadek do Serie B
- 2018/19 – Serie B 1. miejsce, bezpośredni awans do Serie A dwie kolejki przed końcem rozgrywek
- 2019/20 – Serie A 20. miejsce, spadek do Serie B
- 2024/25 – Serie B 18. miejsce, wykluczenie z rozgrywek[a][1][2]

## Obecny skład
Stan na 5 października 2021
| Nr | Poz. | Piłkarz                              |
| -- | ---- | ------------------------------------ |
| 1  | BR   | Jesse Joronen                        |
| 2  | OB   | Fran Karačić                         |
| 3  | OB   | Aleš Matějů                          |
| 4  | OB   | Jhon Chancellor                      |
| 5  | PO   | Tom van de Looi                      |
| 6  | PO   | Emanuele Ndoj                        |
| 7  | PO   | Nikolas Špalek                       |
| 8  | NA   | Rodrigo Palacio                      |
| 9  | NA   | Stefano Moreo (wypożyczony z Empoli) |
| 11 | NA   | Riad Bajić (wypożyczony z Udinese)   |
| 12 | BR   | Simone Perilli                       |
| 14 | OB   | Massimiliano Mangraviti              |
| 15 | OB   | Andrea Cistana                       |
| 18 | PO   | Simon Skrabb                         |
| 19 | OB   | Matthieu Huard                       |
| 20 | NA   | Florian Ayé                          |

| Nr | Poz. | Piłkarz                                            |
| -- | ---- | -------------------------------------------------- |
| 21 | PO   | Jakub Łabojko                                      |
| 22 | BR   | Oscar Linnér (wypożyczony z Arminia Bielefeld)     |
| 23 | OB   | Mattia Capoferri                                   |
| 23 | PO   | Michele Cavion (wypożyczony z US Salernitana 1919) |
| 24 | PO   | Filip Jagiełło (wypożyczony z Genoi CFC)           |
| 24 | PO   | Lorenzo Andreoli                                   |
| 25 | PO   | Dimitri Bisoli (kapitan)                           |
| 26 | PO   | Massimo Bertagnoli                                 |
| 27 | PO   | Matteo Tramoni (wypożyczony z Cagliari)            |
| 28 | PO   | Giacomo Olzer                                      |
| 29 | OB   | Marko Pajač                                        |
| 32 | OB   | Andrea Papetti                                     |
| 33 | BR   | Paolo Prandini                                     |
| 37 | PO   | Mehdi Léris (wypożyczony z Sampdorii)              |

### Piłkarze na wypożyczeniu
| Nr | Poz. | Piłkarz                          |
| -- | ---- | -------------------------------- |
| 16 | NA   | Andrea Ghezzi (w Pro Sesto 1913) |

## Europejskie puchary
Legenda do wszystkich tabel:
- Q – runda eliminacyjna, 1/16, 1/8, 1/4, 1/2 – odpowiednia faza rozgrywek, Grupa – runda grupowa, 1r gr – pierwsza runda grupowa, 2r gr – druga runda grupowa, F – finał, R – runda, PO – play-off
- k. – rzuty karne, los. – losowanie, Dogr. – dogrywka, w. – zasada bramek strzelonych na wyjeździe

| Sezon | Rozgrywki        | Runda | Przeciwnik          | Dom | Wyjazd | Ogólnie |
| ----- | ---------------- | ----- | ------------------- | --- | ------ | ------- |
| 2001  | Puchar Intertoto | 3R    | FC Tatabánya        | 2–1 | 1–1    | 3–2     |
| 2001  | Puchar Intertoto | 1/2   | Chmel Blšany        | 2–2 | 2–1    | 4–3     |
| 2001  | Puchar Intertoto | F     | Paris Saint-Germain | 1–1 | 0–0    | 1–1, w. |
| 2003  | Puchar Intertoto | 2R    | Gloria Bystrzyca    | 2–1 | 1–1    | 3–2     |
| 2003  | Puchar Intertoto | 3R    | Villarreal CF       | 1–1 | 0–2    | 1–3     |